# جوزيف روجرز
جوزيف روجرز (1 فبراير 1908 - 28 أغسطس 1968) (بالإنجليزية: Joseph Rogers)‏ هو لاعب كريكت بريطاني (وحمل سابقاً جنسية المملكة المتحدة لبريطانيا العظمى وأيرلندا).

## وصلات خارجية
- جوزيف روجرز على موقع إي آس بي آن كريك إنفو (الإنجليزية)